# Your Song (Elton John)
Your Song is een nummer van zanger Elton John. De muziek is geschreven door Elton John zelf, de tekst is van Bernie Taupin. Het nummer verscheen op zijn tweede album Elton John in 1970.
In de Verenigde Staten kwam het nummer in oktober 1970 uit als B-kant van het nummer Take Me to the Pilot. De nummers werden beide gedraaid op de radio, maar de dj's vonden Your Song beter waarna Take Me to the Pilot naar de achtergrond verdween.

## Hitnoteringen
In de Nederlandse Top 40 kwam het nummer tot een tiende plaats, maar was na vijf weken alweer uit de lijst verdwenen.

### NPO Radio 2 Top 2000
| Nummer met noteringen in de NPO Radio 2 Top 2000 | '99 | '00 | '01 | '02 | '03 | '04 | '05 | '06 | '07 | '08 | '09 | '10 | '11 | '12 | '13 | '14 | '15 | '16 | '17 | '18 | '19 | '20 | '21 | '22 | '23 | '24 |
| ------------------------------------------------ | --- | --- | --- | --- | --- | --- | --- | --- | --- | --- | --- | --- | --- | --- | --- | --- | --- | --- | --- | --- | --- | --- | --- | --- | --- | --- |
| Your Song                                        | 363 | 399 | 339 | 307 | 330 | 346 | 501 | 462 | 460 | 410 | 404 | 500 | 429 | 437 | 407 | 465 | 479 | 418 | 389 | 257 | 155 | 148 | 137 | 144 | 150 | 135 |

1. ↑  Een vetgedrukt getal geeft de hoogste notering aan.

### Evergreen Top 1000
| Evergreen Top 1000 "Your Song - Elton John" | Evergreen Top 1000 "Your Song - Elton John" | Evergreen Top 1000 "Your Song - Elton John" | Evergreen Top 1000 "Your Song - Elton John" | Evergreen Top 1000 "Your Song - Elton John" | Evergreen Top 1000 "Your Song - Elton John" | Evergreen Top 1000 "Your Song - Elton John" | Evergreen Top 1000 "Your Song - Elton John" | Evergreen Top 1000 "Your Song - Elton John" | Evergreen Top 1000 "Your Song - Elton John" | Evergreen Top 1000 "Your Song - Elton John" | Evergreen Top 1000 "Your Song - Elton John" | Evergreen Top 1000 "Your Song - Elton John" | Evergreen Top 1000 "Your Song - Elton John" | Evergreen Top 1000 "Your Song - Elton John" | Evergreen Top 1000 "Your Song - Elton John" | Evergreen Top 1000 "Your Song - Elton John" |
| Jaar                                        | 2008                                        | 2009                                        | 2010                                        | 2011                                        | 2012                                        | 2013                                        | 2014                                        | 2015                                        | 2016                                        | 2017                                        | 2018                                        | 2019                                        | 2020                                        | 2021                                        | 2022                                        | 2023                                        |
| ------------------------------------------- | ------------------------------------------- | ------------------------------------------- | ------------------------------------------- | ------------------------------------------- | ------------------------------------------- | ------------------------------------------- | ------------------------------------------- | ------------------------------------------- | ------------------------------------------- | ------------------------------------------- | ------------------------------------------- | ------------------------------------------- | ------------------------------------------- | ------------------------------------------- | ------------------------------------------- | ------------------------------------------- |
| Positie                                     | 728                                         | 378                                         | 371                                         | 371                                         | 258                                         | -                                           | 659                                         | -                                           | -                                           | 911                                         | 690                                         | 438                                         | 439                                         | 376                                         | 393                                         | 375                                         |

## Covers
- Rod Stewart (1992): voor het coveralbum Two Rooms: Celebrating the Songs of Elton John & Bernie Taupin. De cover bereikte de 41e positie in het Verenigd Koninkrijk en de 41e in de Nederlandse Tipparade.
- Ellie Goulding (2010): als eerste single van haar debuutalbum Lights. Deze cover werd geproduceerd door Ben Lovett van Mumford & Sons en bereikte de 2e positie in het Verenigd Koninkrijk.
- Lady Gaga (2018): voor het hommage album Revamp: Reimagining the Songs of Elton John & Bernie Taupin.
- Al Jarreau (1976): op het album Glow.
- Billy Paul (1972)

## Trivia
- Het nummer werd door Ewan McGregor gezongen in de film Moulin Rouge!. Het eerste couplet draagt hij voor als een gedicht. Dan begint hij te zingen, waarmee het het voor Satine (gespeeld door Nicole Kidman) duidelijk wordt dat hij van haar houdt.